# 喜克索斯人

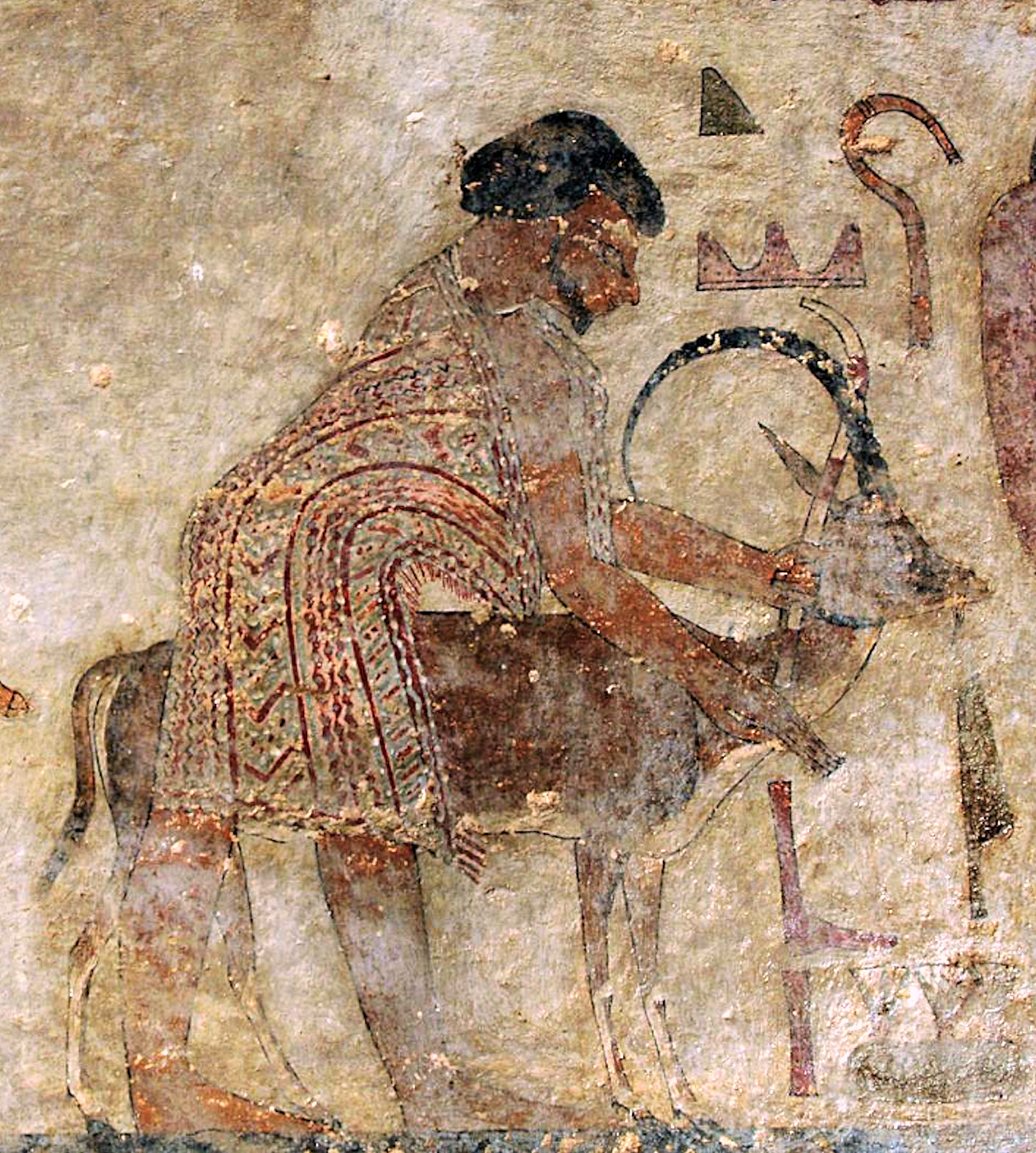
喜克索斯人

喜克索斯人（英語：Hyksos），又譯希克索人，意為「外來者」，是古代西亚的一个部落联盟。他们于前17世纪进入埃及东部并在那里建立了第十五和第十六王朝（约前1674年至前1548年）。他们推翻了埃及虚弱的第十三王朝（首都孟斐斯），统治了中和下埃及一百多年。
喜克索斯人将新的战争技术如複合弓、騎兵和及雙輪戰車引入埃及。他们建立的这两个王朝的实情今天还不是十分清楚，但这两个王朝的统治者是互不相关的。传统的说法一般只把第十五王朝的六位统治者称为喜克索斯人，而第十六王朝的众多王子们是喜克索斯人、其他亚洲闪族人和服从这些新的统治者的当地埃及王子的混合。第十五王朝的统治者的名字我们今天知道。这些名字在埃及的建筑、刻有圣甲虫的宝石和其它小物件以及在曼內托的埃及历史中留下来了。曼內托的埃及史是托勒密二世的时候写的，今天留下来的只有残片。埃及历史上这一段软弱、外族统治和混乱的时期被称为第二中间期。

## 来临
约前1786年，强大的第十二王朝结束，继承它的第十三王朝很弱小。这两个王朝的首都都不在上埃及的底比斯，而在孟斐斯附近一个叫做It-tawy（直译为“两国的控制者”）的地方。它位于尼罗河三角洲的南端。虽然这个地方位于古埃及的中心，但第十三王朝甚至无力在这里控制整个埃及。首先三角洲西部沼泽地的一个比较强大的家族从中央分裂，建立了第十四王朝。第十三王朝中期內弗爾霍特普一世统治时期（约前1740年至前1730年）这个分裂的过程加剧。內弗爾霍特普一世的弟弟和继承者索贝克霍特普四世统治时期喜克索斯人在尼罗河三角洲出现了。约前1720年他们占领了阿瓦利斯。这些统治三角洲东部的喜克索斯王子和他们的埃及依附者的名字全部在圣甲虫上记录下来了。他们一起被合称为第十六王朝。
生活在约前300年左右的埃及祭司曼尼索在他写的著名的埃及史中提到过野蛮的喜克索斯人的“入侵”。曼內托在他的叙述中写到，在一个“图提麦由斯”（Tutimaios，今天一般认为这是法老杜迪摩斯一世，Djedneferra Dudimose I）统治期间喜克索斯人占领了埃及。但是上述的法老的统治时间不会早于前1674年，因此曼內托所描写的可能是萨鲁提斯占领孟斐斯及其附近的首都的事件。萨鲁提斯是第十五王朝的创立者。虽然理论上第十三王朝一直延续到前1633年左右，但它后来的统治者只不过是中埃及的地区统治者而已，而且是喜克索斯人的依附。孟斐斯失落的同时，也许与这个事件相应，上埃及的当地统治家族宣布脱离孟斐斯的统治，建立了一个独立的王朝，第十七王朝。这个王朝后来将喜克索斯人赶回了亚洲，解放了埃及。

## 民族
喜克索斯来自古埃及文中的heka khasewet（直译的原意是“异国的统治者”）。在古王国时期这个称呼指一些努比亚的酋长，在中王国时期指叙利亚-巴勒斯坦的一些游牧酋长。一般认为只有第十五王朝的六位法老是喜克索斯人，不但因为他们持埃及国王的称呼，而且因为曼尼索在他的记录中特地将他们称为喜克索斯人。一般认为这六位国王一共统治埃及108年。曾经有人提出过喜克索斯人属于胡里安人或甚至他们在埃及的统治是一个巨大的西亚的胡里安帝国的一部分，但近年的研究越来越清楚地证明喜克索斯人主要属于闪族，而与胡里安人毫无关系，而他們很可能是迦南人。
第十五王朝国王的名字、顺序，甚至总数今天还不确定。这些名字出现在建筑物上的象形文字中或出现在如圣甲虫之类的小物件上。但这些名字往往不十分清楚，有时搞不清相应的名字指的是同一个人还是不同的人。埃及史中这段时间的历史年表还非常混乱，只有在新的可定年代的文件和物件被发现后才可能在这一点上有新的进展。
曼內托的埃及史只有通过其他人的著作引述流传下来。但这些著作中所列出的六位国王的顺序也不一样。而且这些名字之间的拼写差异非常大，根本无法将他们联系到一起，它们与在埃及出土的圣甲虫上的名字的差异也很大，它们也无法被联系在一起。

## 入侵
曼內托在叙述喜克索斯人到达埃及时说，他们是外来的野蛮人的武装侵略，他们没有遇到多少抵抗就将这个国家征服了。据说他们入侵时带来了新的革命性的军事技术，其中包括复合弓、战车、更好的箭头、各种各样的剑和匕首、一种新式的盾、链环甲、金属的头盔等等。假如喜克索斯人只有其中几种新的技术的话，那么他们的军事优势已经远高于埃及人了，因此这些叙述加强了野蛮的亚洲部落武装入侵埃及的印象。
但今天大多数人认为实际上并没有这样一次性的武装入侵，更有可能的是多个西亚部落（主要是闪族人）在中王朝末期的数十年中和平渗入东埃及。有人指出闪族人从巴勒斯坦南部通过西奈半岛武装入侵埃及是不可能的，因为那里的部落当时太弱了，他们不可能支持这样的入侵。此外在这些地方没有任何统一的国家。随着时间的变迁，在埃及东部的亚洲部落越来越多，他们渐渐地加强了他们对当地埃及城市和地区的控制。最后有一个部落的首领提出了这样一个问题：一个世袭的国王是否还有权占据着国王的地位，尽管他已经早就没有国王的权利了。这些喜克索斯首领抄起了主动权，袭击和占领了首都孟斐斯，称他们自己为法老。

## 帝国
与过去的观点不同的是，今天一般认为在亚洲大陆上没有存在过一个喜克索斯帝国。一些在巴勒斯坦、克里特岛、巴格达和甚至在苏丹被發掘的喜克索斯遗物今天可以被完美地用当时的贸易途径来解释，它们无须被解释为一个喜克索斯帝国的产品。

## 统治
喜克索斯王国的中心在尼罗河三角洲的东部和中埃及，它的范围是很有限的。南部的上埃及始终牢固地掌握在底比斯王朝的手中。喜克索斯王国与南部的关系主要是一个贸易关系，不过好像底比斯的王子们有一段时间承认喜克索斯人的统治并且向他们纳贡。第十五王朝的首都是孟斐斯，他们的夏宫在阿瓦利斯。
许多作者提出后来的喜克索斯国王的圣甲虫比开始的要多，这可能说明他们越来越埃及化了。他们用埃及的象形文字写他们的名字、使用埃及国王传统的称呼、使用埃及神赛特来显示他们自己的神性等等都说明他们是相当埃及化了的。似乎喜克索斯人的统治被埃及大多数地方接受或支持。另一方面，尽管喜克索斯人统治期内埃及的政治相当稳定，当地的埃及人依然将他们看作可恨的“亚洲人”。当他们后来被驱逐出埃及后他们占领时期的所有迹象都被消灭了，一直到半个世纪后埃及人依然在消灭他们的踪迹。成者为王败者寇，在这里成者是当地埃及人组成的第十八王朝。第十八王朝是底比斯第十七王朝的直接继承人，而第十七王朝是發動了“復國戰爭”。这些当地的底比斯国王将北方的亚洲统治者称为恶人，并以此为理由摧毁了他们留下的所有的建筑。史实可以处于这两个极端之间：喜克索斯人王朝是被当地的埃及人容忍的，但并没有真正被接受的外族统治的代表。
底比斯的统治者后来似乎有一段时间的确与喜克索斯统治者达成了一定的协议。底比斯的埃及人可以通行中埃及和下埃及，而且可以在尼罗河三角洲畜牧。在一篇从当时留下来的文章中有关于底比斯法老的顾问对向喜克索斯人宣战的不满的记录。当底比斯的国王宣布喜克索斯人是在埃及这块神圣土地上的污暇的时候，他的顾问明显地不希望打破当时的和平相处的局势：“我们在我们（这部分）的埃及很悠闲。艾勒芬汀是一个坚固的堡垒，中（埃及）离我们相当遥远。他们最好的良田在为我们耕种，我们的牛在三角洲上伺草。他们给我们送猪。我们的牛没有被他们抢走⋯⋯他占据着亚洲人的土地，我们占据着埃及⋯⋯”

## 復國战争

### 塞克南雷·陶二世
復國战争是底比斯的第十七王朝的末期开始的。后来新王朝时代的文献称塞克南雷·陶二世与他同时的喜克索斯国王阿波比是这段历史的开始。塞肯南拉是上面提到的那位决定与喜克索斯人作战的国王的父亲。传说喜克索斯国王阿波匹派人到底比斯要求底比斯人将当地的河马池拆掉，因为这些动物的喧闹声使他在远方的阿瓦利斯都无法入眠。这个传说中唯一的史实可能是当时埃及是一个分裂的国家。虽然喜克索斯人只统治埃及的北部，但整个埃及都向他们进贡。
塞克南雷·陶二世外交上对喜克索斯人非常强硬。而且他可能不仅只是与北方的亚洲统治者交换外交侮辱。他似乎还对喜克索斯人进行小规模的袭击。他的木乃伊今天保存在开罗博物馆，他头上的伤可能就是在一次这样的袭击中造成的。他的儿子卡莫斯是第十七王朝的最后一位国王，他也是底比斯人对喜克索斯人开战的人。

### 卡莫斯
有人认为卡莫斯的復國战争实际上是阿蒙的祭司们对赛特的信奉者的战争。但这个说法的证据不足。在上面引述的文献中的确提到卡莫斯是在阿蒙的指令下北下攻击亚洲人的，但阿蒙是他的王朝的保护神，类似的用词在埃及所有的王朝中都有使用，它并不表示卡莫斯真的奉阿蒙之命开始了一场宗教战争。卡莫斯开战的根本原因是民族自豪感。在同一文献中他抱怨说他被北面的亚洲人和南面的努比亚人夹在中间。他们都占据着“他的埃及，与他分享着这个国家......我的愿望是拯救埃及和粉碎亚洲人！”因此，在他登基的第三年，他整顿船只，带领着他的军队从底比斯出发北上。
卡莫斯的进攻出乎喜克索斯人的意料，他们南部的兵营很快就被克服了。卡莫斯带着他的兵一直到达阿瓦利斯，他未能占领阿瓦利斯，但将该城周围的田野摧毁了。上面引述的文献是刻印在在底比斯发现的一根石柱上的。它还记录了这场战争的中断。它记录了卡莫斯捕获了一个阿波比派出的信使。阿波比向他南边的同盟者努比亚请求急救。卡莫斯下令占据西部沙漠中的一个绿洲来中断南北之间的道路，然后沿尼罗河返回底比斯。他在底比斯庆祝他的胜利。但实际上这次胜利只不过是一次出其不意的突然袭击而已。这一年是关于卡莫斯仅有记录的一年。
阿波比是喜克索斯人的第十五王朝的最后一位统治者之一。他的统治结束时喜克索斯的军队已经被驱逐出了中埃及，他们向北撤退并重新改编。这为喜克索斯国王幸存了他同时的埃及国王塞肯瑞·泰奥二世，而且卡莫斯死时，他依然坐在国王的宝座上（不过他的王国缩小了不少）。第十五王朝的最后一位国王的统治时间相当短。他在卡莫斯的继承人和第十八王朝的建立者雅赫摩斯一世的前半个统治期间下台。

### 雅赫摩斯
雅赫摩斯登基（统治时间前1558年至前1533年）后没有立即恢复对北方的战争。对他的最早的记录是第22年。大多学者认为他一共统治了25年。
我们今天所知道的关于他的战争的细节来自一个与他同名的士兵的墓。这个墓位于上埃及南部的艾尔·卡比。士兵雅赫摩斯的父亲在塞克南雷·陶二世的军队里就已经服役过了。他的家族很长时间是艾尔·卡比地区的总督。按这个记录阿瓦利斯是在多次战役后才被攻克的。这是什么时候发生的还不很清楚。有的学者认为这是在雅赫摩斯四年发生的，也有人认为这是雅赫摩斯十五年的事。士兵阿赫摩斯特别提到他徒步跟着国王亞赫摩斯的战车走向战场，这是在埃及历史上第一次提到马和战车。在多次战斗中士兵雅赫摩斯俘虏敌兵，他的事迹多次被报告给国王，他因此三次被授予“勇敢金”。阿瓦利斯的失陷只被短短的提到：“当阿瓦利斯被攻克后，我从那里带走了战利品：一个男人和三个女人，一共四个俘虏。陛下将他们送给我做奴隶。”
阿瓦利斯失陷后，埃及军队追赶逃亡的喜克索斯人，越过西奈半岛，一直到巴勒斯坦南部。根据士兵雅赫摩斯的报道南地的一个堡垒城市沙鲁亨在被包围三年后才被攻克。从阿瓦利斯被攻克到沙鲁亨被攻克一共用了多少时间并不十分清楚。埃及人可能在阿瓦利斯失陷后很快就开始追击了。